# Mandžanggul
Mandžanggul (korejsky 만장굴, též možné přepsat jako Mančangkul, anglickým přepisem Manjanggul) je jeskyně nacházející se v Jižní Koreji v provincii Čedžu mezi městy Gimnyeong-ri a Gujwaeup. Je 23 m široká, 30 m vysoká a 8,928 km dlouhá. Je to také 12. nejdelší jeskyně na světe a 2. nejdelší na ostrově Čedžu. Nachází se zde také největší lávový sloup na světě, který má 7,6 m. 
Do jeskyně vedou tři vchody, ale veřejnosti je zpřístupněn pouze vchod č. 2, a to do jednoho km. Uvnitř tunelu se udržuje teplota od 11 do 21 ℃ a žijí zde zvířata, jako jsou například netopýři (létavci) a jeskynní pavouci. Jeskyně je také součástí světového dědictví UNESCO.

## Galerie

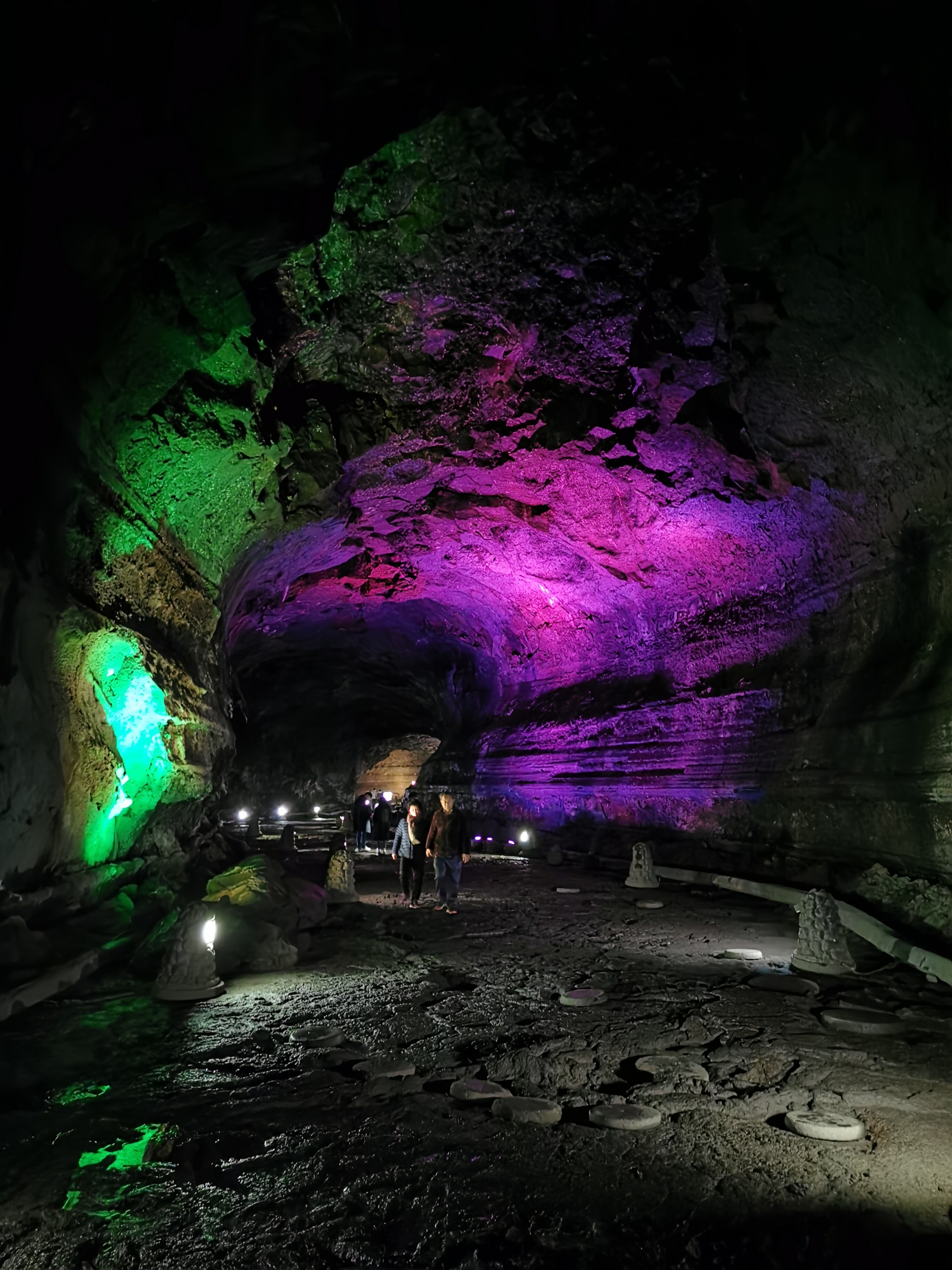
Jeskyně osvětlená barevnými světly
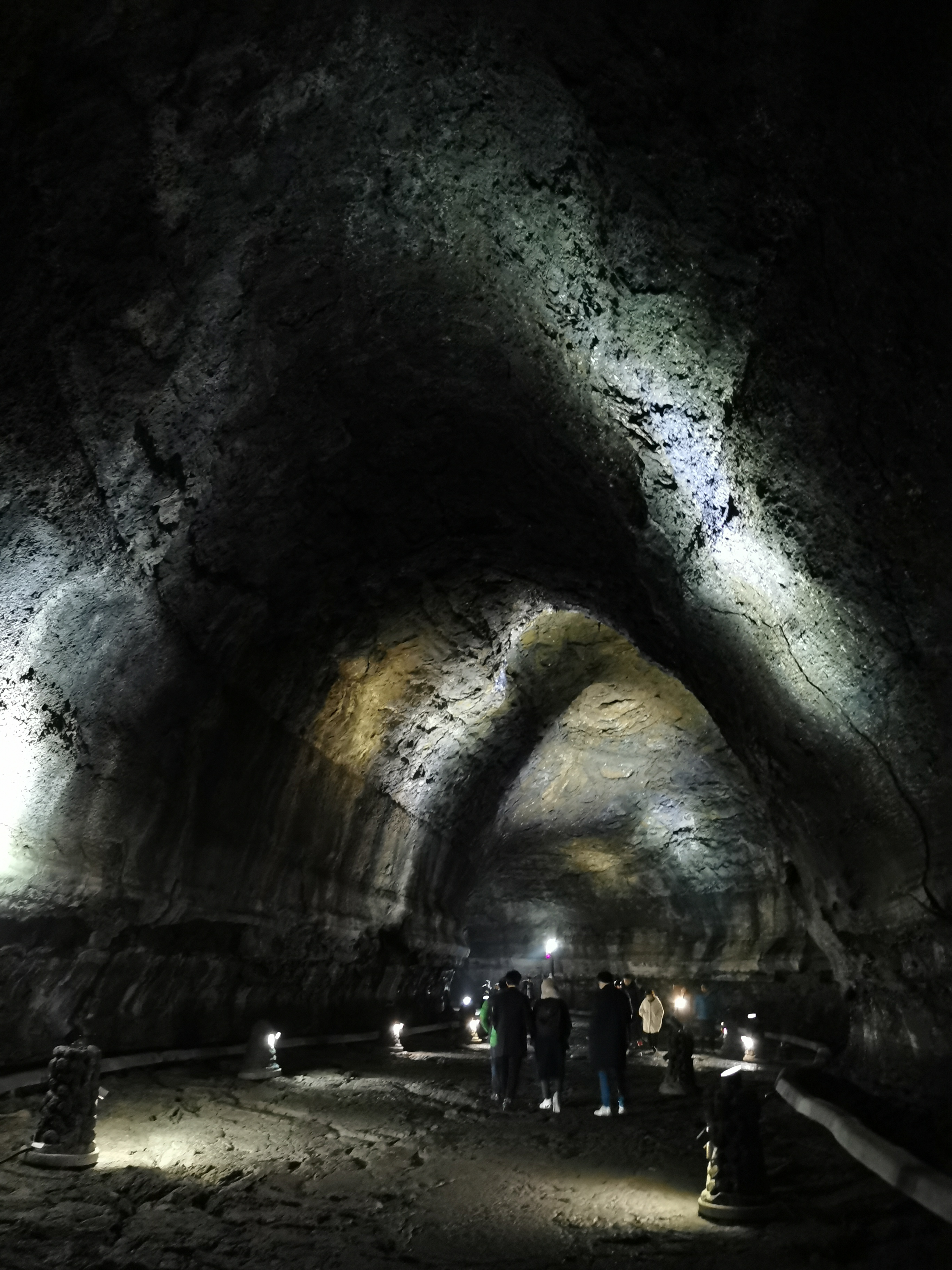
Průchod v jeskyni Mandžanggul